# Análisis de datos en mundos virtuales educativos
Los mundos virtuales ofrecen nuevos métodos de interacción y uso de recursos a través de internet. Los usuarios tienen su representación virtual mediante avatares o alter ego virtuales y se les proporcionan una serie de posibilidades de comunicación, colaboración, e interacción casi de cualquier tipo, tanto con el entorno virtual 3D como con el resto de usuarios que tienen presencia en dichas plataformas. Además, ofrecen un entorno inmersivo, donde los usuarios experimentan una sensación de estar dentro de las situaciones y los eventos que ocurren, de un modo totalmente distinto a cómo se perciben en otras plataformas, como la web o servicios informáticos en la red.
Dentro del aprendizaje que se da en los entornos virtuales multi-usuario (como los mundos virtuales educativos), se incluyen más actores además del alumno. Entre estos actores tenemos: 
- los docentes,
- profesionales de distintas materias que colaboran en el planteamiento de contenidos en el mundo virtual
- administradores de sistemas
- investigadores relacionados con estos entornos
- etc.

Para todos estos actores que intervienen en estos procesos, es importante conocer qué ocurre dentro de estos entornos virtuales 3D y poder extraer conclusiones sobre ellos para la mejora o evaluación de los eventos, prácticas o sistemas planteados para el aprendizaje. Por ello es interesante poder definir y realizar mediciones asociadas a los eventos y situaciones que se producen dentro del mundo virtual y conocer el uso que se hace de él.

## Análisis de datos
¿Por qué analizar?
Cuando un docente no está presente, la evaluación de las actividades realizadas se vuelven mucho más complejas, obligando a este a obtener la información por otros medios, entre los que destacan: los test realizados dentro del entorno virtual y las evaluaciones mediante controles antes y después del uso del mundo virtual, de modo que se conozca el aprovechamiento que se ha hecho de las actividades. En un mundo virtual educativo, los alumnos tienen ciertas tareas asignadas, deben moverse, interaccionar con el entorno virtual, realizar acciones sobre determinados objetos, comunicarse con otras personas allí presentes, etc. Este tipo de acciones, pueden ayudar al docente o analista a evaluar las actividades.

## Objetivos del análisis de datos
Lista básica de los objetivos del análisis de datos de un mundo virtual educativo:
1. Conocimiento de los patrones horarios de los usuarios.
2. Conocimiento de los patrones de fechas en los que los usuarios usan las plataformas.
3. Tiempo medio de uso por usuario y de cada usuario concreto.
4. Patrones de exploración del entorno virtual.
5. Flujos de movimiento de los usuarios entre territorios.
6. Territorios virtuales más comúnmente visitados.
7. Objetos 3D más usados en espacios acotados (territorio, habitación o estancia, edificio, etc.).
8. Patrones de uso de objetos embebidos en prácticas o actividades educativas dentro del mundo virtual, en función de los tipos de usuarios, grupos de usuarios, en relación con otros objetos cercanos o pertenecientes a la misma actividad, etc.
9. Datos referentes a objetos no usados, o usados en menor medida.
10. Uso de elementos informativos.
11. Grado del uso de herramientas de comunicación.
12. Análisis léxico de las comunicaciones públicas que se realizan en determinados entornos.
13. Obtención de patrones en errores de teleport (un teleport es aquel movimiento que hace un usuario al cambiar de territorio virtual de forma instantánea, también se le puede llamar acción de tele transporte).
14. Fallos en la interacción con los escenarios virtuales.
15. Fallos en el seguimiento de las prácticas, tanto por error del sistema, como por error del usuario, discerniendo si el usuario se ha equivocado por falta de preparación de cara a la práctica, o por falta de información proporcionada por los objetos.
16. Relaciones entre software usado como visor del mundo virtual y fallos en la realización de los procesos planteados.
17. Creación de grupos de usuarios o de perfiles en función de sus semejanzas que nos puedan ayudar a tomar decisiones en el futuro.

## Extracción de datos de un mundo virtual

### Métodos de obtención de datos en los mundos virtuales Second Life y OpenSimulator
Para la obtención de datos en Second Life, es necesario crear objetos que escuchen y detecten lo que ocurre a su alrededor, y almacenen en archivos o envíen a servidores externos los datos recogidos. No es posible tener acceso a ningún tipo de analítica o informe acerca del uso de uso de regiones o espacios 3D alojados en esta plataforma. Second Life dificulta enormemente la obtención de datos en cantidad y calidad adecuadas para realizar la recolección, procesado y posterior análisis de los datos.
Por el contrario, OpenSimulator, se trata de un sistema Opensource (código abierto), pensado para usarse desde un servidor propio y no dependiente de ningún agente o empresa externo, lo cual hace que sea perfectamente posible la consulta, manipulación o recuperación de cualquier dato que el sistema recoja en cualquiera de sus archivos de log, bases de datos, etc.

#### Extracción de Datos en OpenSimulator
1. Datos extraídos de ficheros de servidor y bases de datos.-  En este tipo de extracción de datos, se examinan archivos de log, bases de datos, y otros posibles ficheros o sistemas de persistencia de datos donde se pueda encontrar información relevante sobre la ejecución del Mundo Virtual. (OpenSimulator)
2. Datos extraídos de objetos 3D del propio Mundo Virtual.-   En este tipo de extracción de datos son los propios objetos 3D del Mundo Virtual los que informan de alguna forma de la actividad que registran. Los métodos de información y extracción de datos en este tipo se basan en el paso de mensajes a través de Internet hasta llegar a servidores que los recogen.

## Propuestas para el análisis de datos
Los métodos de análisis deben tener muy en cuenta la naturaleza de los datos que genera un mundo virtual, ya que en caso de que exista un uso regular y continuado, se enfrentarán a grandes cantidades de datos dinámicos que varían a gran velocidad, por lo que deben ser capaces de soportar esas características.
Algunos de los objetivos que se han planteado, no requieren de grandes procesos de ingeniería, ni métodos complejos de tratamiento de datos, sin embargo, otros sí que plantean ciertos retos en cuanto al procesado que debe hacerse para extraer conocimiento de ellos.
Por ejemplo, para el objetivo llamado “Tiempo medio de uso por usuario y de cada usuario concreto”, bastará con calcular el tiempo que dura cada sesión de conexión por parte de un usuario y hacer la media en el total. El objetivo con nombre “Patrones de exploración del entorno virtual” supone un paso más allá en el análisis de datos. Ya no es necesario sólo sumar el número de veces que aparece un territorio o que un usuario visita determinadas islas, sino, que se pretende extraer conocimiento más avanzado, como es el conocer qué patrones o características migratorias tienen los usuarios dentro del mundo virtual. Para este caso se propone la aplicación de técnicas de minería de datos.
En otros casos, como son por ejemplo, el descubrimiento de patrones de error como en el objetivo “Obtención de patrones en errores de teleport”, pueden ser necesarios otros algoritmos, como pueden ser los de clasificación. En este caso, en lugar de intentar encontrar unas reglas de fallo, se puede intentar encontrar un patrón más completo de funcionamiento, que ayude a reproducir el comportamiento completo de ciertos fallos.
Por último, en objetivos similares al planteado como “Creación de grupos de usuarios o de perfiles en función de sus semejanzas”, se puede hacer uso de otra técnica típica de la minería de datos: el clustering. El clustering aplicado en grupos de usuarios puede ayudar a construir una aproximación de distintos conjuntos y modelos que se corresponden con los patrones de comportamiento para distintos tipos de usuarios.